# 斯帕魯峰
46°11′0.5″N 7°46′8.8″E / 46.183472°N 7.769111°E
斯帕魯峰（Sparruhorn），是瑞士的山峰，位於該國南部，由瓦萊州負責管轄，屬於本寧阿爾卑斯山脈的一部分，海拔高度2,988米，每年平均降雨量1,585毫米。